# 清円院
清円院（せいえんいん、弘治2年（1556年）? - 天正7年3月24日（1579年4月19日））は、戦国時代から安土桃山時代にかけての女性。上杉景虎の正室（継室）。長尾政景と仙洞院の娘（長女､次女とも）。実名は伝わっておらず、法名は華渓正春大禅定尼。法名から俗に華渓院とも呼ばれる。鎌倉明月院には清円院殿貞鏡尼公と記された位牌も伝わる。

## 略歴
元亀元年（1570年）、越相同盟が成立し、北条氏康の子三郎が春日山城に入ると、叔父上杉謙信によって三郎に嫁ぎ、三郎は名を上杉景虎と改めた。翌年には嫡男道満丸を出産した。
しかし天正6年（1578年）の謙信の没後、その養子である夫景虎と実弟（兄ともいう）の景勝との間で家督争い、いわゆる御館の乱が起こると、景虎とともに御館に籠もる。しかし景勝軍の攻撃により御館は落ち、自害しようとする景虎を御館より逃し、自身は景勝からの降伏勧告を拒んで御館に留まり自害したという。しかし、諸系図に記されている没日（3月24日）が正しければ、御館ではなく、景虎とともに鮫ヶ尾城で死亡した可能性が高い。

## 登場作品
映像作品
- 天地人（2009年、NHK大河ドラマ、華姫：相武紗季）

漫画
- 河村恵利『望楼 －北条三郎の野望－』（短編）2009年。単行本『花の君参る 上杉景勝室・菊姫』に収録。ISBN 4253195865　※作中における名前は「雪」。

トレーディングカードアーケードゲーム
- 戦国大戦（2011年、セガ、華姫：声：平野綾）

書籍
- 「戦国姫　〜綾姫の物語〜」（藤咲あゆな著・集英社みらい文庫）